# Castello di Sassoforte
Il castello di Sassoforte si trova sull'omonimo massiccio che domina a nord-ovest l'abitato di Sassofortino e quello di Roccatederighi, nella parte occidentale del territorio comunale di Roccastrada.
La fortificazione sorse in epoca medievale come possesso della famiglia Aldobrandeschi che lo mantennero fino alla prima metà del Trecento, quando passò sotto il controllo di Siena; in seguito i senesi trasformarono il preesistente castello in villaggio. Nel corso del Quattrocento il luogo versava già in rovina e sono visibili diversi ruderi che ricordano l'importanza del luogo in epoca medievale.